# Romain Dutrieux
Romain Dutrieux (Binche, 28 januari 1988) is een Belgische voetballer die bij voorkeur als aanvaller speelt.

## Carrière
- 2001-2002: Binche (jeugd)
- 2002-2003: La Louvière (jeugd)
- 2003-2005: RAEC Mons (jeugd)
- 2005-2007: RAEC Mons
- 2007-2009: Sporting Charleroi
- 2009: Boussu Dour Borinage